# Enterprise (1825)
Die Enterprise war ein 1825 erbautes kombiniertes Segel- und Raddampfschiff und war das erste Dampfschiff, das von England nach Indien fuhr.

## Geschichte
Das aus Holz gebaute Schiff wurde noch während des Baus auf der Werft Gordon & Company in Deptford von einem Syndikat erworben, um einen in Indien ausgelobten Preis von 80.000 Rupien für die erste Dampfschiffsverbindung aus Großbritannien nach Indien zu erringen. Am 16. August 1825 wurde die Enterprise aus Falmouth mit 17 Passagieren an Bord in Fahrt gesetzt und traf nach 113 Tagen Seereise in Kalkutta ein. Man hatte für die Reise eigentlich zwei Monate veranschlagt, doch durch den großen Kohlevorrat lag das Schiff tief im Wasser. Man kam langsamer voran und verbrauchte mehr Kohle. Als der Kohlevorrat zur Neige ging segelte man bis nach Kapstadt, dem einzigen Hafen auf der Strecke, der damals über ein Kohledepot verfügte. Hier bunkerte man neue Kohle und setzte die Reise fort. Den letzten Teil der Reise musste man wieder segeln. So reiste man insgesamt 63 Tage unter Dampf, 40 Tage unter Segeln und lag 10 Tage vor Anker. Da die Enterprise ihre eigentliche Aufgabe erfüllte, aber länger als die geforderten 70 Tage für die Reise benötigte, wurde den Betreibern die Hälfte der Preissumme zugesprochen.
Danach erwarb zunächst die Verwaltung von Bengalen das Schiff für 40.000 Pfund. Hier diente sie während des Ersten Anglo-Birmanischen Kriegs als Truppentransporter. Nach dem Krieg wurde sie 1826 auf dem Hugli als Schlepper verwendet. 1829 diente es der East India Company, wobei sie sich jedoch nicht als nutzbringendes Schiff im Postverkehr zwischen Suez und Indien erwies und wieder auf dem Hugli zum Einsatz kam. 1834 wurde sie abgewrackt, wobei die Dampfmaschine in dem in Kalkutta gebaute Schiff Enterprise weiter ihren Dienst verrichtete.

## Technik
Die mechanische Antriebsanlage bestand aus einer Zweizylinder-Seitenbalancier-Dampfmaschine des Herstellers Maudslay, Sons and Field. Die Kolben hatten einen Durchmesser von 1,09 m und der Hub betrug 1,22 m. Den Dampf, mit nur etwa 0,2 Bar Druck, lieferte ein einfacher kupferner Rauchgaskessel. Die Kraft wurde auf ein Paar Seitenräder mit einem Durchmesser von 6,10 m übertragen.